# (48934) Kočanová
(48934) Kočanová, désignation internationale (48934) Kocanova, est un astéroïde de la ceinture principale.

## Description
(48934) Kocanova est un astéroïde de la ceinture principale. Il fut découvert le 18 août 1998 à Modra par Dušan Kalmančok et Alexander Pravda. Il présente une orbite caractérisée par un demi-grand axe de 2,43 UA, une excentricité de 0,19 et une inclinaison de 2,5° par rapport à l'écliptique.

## Compléments